# Luchthaven Wilson
Luchthaven Wilson (IATA: WIL, ICAO: HKNW) is een luchthaven in Nairobi, Kenia.
Het vliegveld ligt 5 km ten zuiden van Nairobi, bij Langata, en is in gebruik sinds 1933. De luchthaven bedient internationale, maar vooral binnenlandse vluchten. Hij wordt vooral gebruikt door minder grote vliegtuigen, zoals de Fokker 70 en de Embraer 190. De luchthaven wordt vooral gebruikt voor toerisme, medische vluchten en de landbouw. Jaarlijks verwerkt de luchthaven gemiddeld ongeveer 120.000 starts en landingen. Airkenya Express en andere kleinere luchtvaartmaatschappijen gebruiken Wilson vooral voor binnenlands verkeer, in plaats van Jomo Kenyatta International Airport, de andere luchthaven van Nairobi. Vliegverkeer zoals AMREF, MAF en AIM AIR gebruiken Wilson vooral als hun Afrikaanse basis. De luchthaven wordt ook gebruikt voor lesvluchten. De luchthaven staat onder toezicht van Kenia Airports Authority (KAA).

## Geschiedenis
De luchthaven werd officieel geopend in 1933 als Nairobi Aerordrome, en werd gebruikt voor luchtpost door Imperial Airways. De luchthaven werd hernoemd tot Luchthaven Wilson in 1962. Het werd genoemd naar Florence Kerr Wilson, een luchtvaartpionier in Kenia.

## Luchtvaartmaatschappijen en bestemmingen
- Aero Kenya - Eldoret
- Airkenya Express - Amboseli, Kilimanjaro, Lamu, Lewa Downs, Malindi, Masai Mara, Meru, Mombasa, Nanyuki, Samburu
- Aircraft Leasing Services - Loki, Rumbek, Juba
- Delta Connection - Juba, Yei, Rumbek
- Safarilink Aviation - Amboseli, Masai Mara, Tsavo, Chyulus, Naivasha, Nanyuki, Lewa Downs, Samburu, Lamu, Kiwayu, Kilimanjaro